# Cyrtopogon pamirensis
Cyrtopogon pamirensis là một loài ruồi trong họ Asilidae. Cyrtopogon pamirensis được Lehr miêu tả năm 1998. Loài này phân bố ở vùng Cổ Bắc giới.